# 格斗武器
格斗武器（英語：melee weapon），也称格斗兵器或近战兵器，是任何单兵手持用来进行近距离白刃战的冷兵器 。英文“melee”一词来源于17世纪中期的法语，意思是“（徒手的）混乱打斗” 。与之相对应的是攻击接触范围以外目标的远射武器。

## 种类
格斗兵器根据外形设计和使用功能大致可以分为三类：
- 刺击兵器（pointed weapon）：泛指用尖锐末端对目标顶刺造成贯穿伤的兵器，包括矛、枪、大枪等长柄武器，以及剑、匕首、刺刀等主要以刺击为主的短柄武器
- 劈砍兵器（edged weapon）：泛指用锋利边刃对目标砍划造成切割伤的兵器，包括刀、斧、长柄朴刀、戈等。
- 钝兵器（blunt weapon）：泛指主要靠传递自身动量对目标造成冲击伤的兵器，包括棍棒、锤、锏、铁鞭等，主要用于对付可以抵抗劈刺类武器的重甲。

一些兵器可能具有跨类别的特征，比如戟、钩镰枪、斧枪等。还有一些兵器，比如软鞭，则很难归属于任何一类。
- 手戴兵器（hand-worn weapon）：為可以增加拳頭的殺傷或防禦的兵器如：手指虎、指環刀、放有硬物的手套等，主要是以方便攜帶與隱蔽性高為特點當然也有一些替代方案，像造型奇特的戒指、一串鑰匙等。